# 阿默湖梅花鱸
阿默湖梅花鱸又名大眼梅花鱸，為輻鰭魚綱鱸形目鱸亞目河鱸科的其中一種，2011年被IUCN列為極危保育類動物，2024年重評為無危，分布於歐洲德國巴伐利亞阿默湖流域，體長可達11.7公分，棲息在湖泊中底層水域。

## 命名
本魚由德國魚類學家烏爾里希·施利文及
馬蒂亞斯·蓋革在2010年命名。
本魚的種小名「ambriaelacus」來自拉丁文，「Ambriae」是拉丁化的凱爾特語地名「阿默」，「lacus」是拉丁文指「湖」，是阿默湖的古代名稱，因本魚是阿默湖特有種而得名。

## 分布
本魚為淡水、底棲性、溫帶魚類，原生分布於德國巴伐利亞、多瑙河上游的阿默湖。

## 形態
本魚為小型魚，最大標準體長可達11.5公分。本魚體形呈紡錘形，側線鱗片35-40枚，背鰭硬棘14–16枚、軟條10-12枚、臀鰭硬棘2枚、軟條5-6枚。胸鰭軟條14-16枚，腹鰭位於胸部较背鰭起點後，腹鰭硬棘1枚、軟條6枚。
按身體比例，本魚與梅花鱸（G.cernua）的差異為：本魚後背鰭緣與尾柄之間的角度較小（90-110°比113-154°），眼直徑較大（10.2-12.3 %標準體長比7.9-10.5 %標準體長），背外側有不規則的大黑斑與小點狀圖案。本魚體高較大（26.1-33.6 %標準體長比20.1-30.7 %標準體長），背鰭硬棘部分的基部更長（36.1-41.9 %標準體長比28.8-39.6 %標準體長），背棘數的平均數與模態數較高（模態15比14）。。
本魚與巴氏梅花鱸（G.baloni）的差別在於：眼直徑較大（10.2-12.3 %標準體長比8.2-10.5 %標準體長），較小的尾柄深度（7.7-8.9 %標準體長比7.4-10.1 %標準體長），背部隆起到吻的輪廓更陡峭。

## 生態
阿默湖形成於最後一次冰河時期，為二次循環湖、天然貧營養態，通过安珀河與多瑙河連接，最深81公尺，冬天結冰。然而近期卻因為人為汚染而導致富營養化。
湖中其他特有種還有阿默湖白鮭（Coregonus bavaricus）及銀側紅點鮭（Salvelinus evasus）。
五月時可在水深3-5公尺的淺水中採集到成熟雌魚，並於圈養環境下立即產卵。魚卵直徑約1毫米，可見於水底，黏性較弱，但部分魚卵會漂浮於水面上。與同屬魚類相比，本魚糼體成長速度相對較慢。

## 經濟利用
本魚非利用或經濟對象。

## 保護現狀
本魚的威脅之一可能來自同屬的非原生種梅花鱸（G. cernua）會造成基因滲入，梅花鱸於2005年在阿默湖中首次被發現。
阿默湖從1950年代至1990年代受到來自農業與畜牧業的汚染，導致湖水富營養化並一時降低了湖中原生魚類的數量。然而隨後的管理行動推行「貧營養化」，顯著改善了其水質。
其行動從1970年代開始，包括在湖的附近建設「環形水道」排水系統及汚水治理機構，至1990年代中期大大降低了湖中的磷濃度。到21世紀，湖水已穩定在「中營養態」。雖然「貧營養化」已取得成功，但卻存在副作用隱患。
從1990年代開始都有年度的毒性藍藻水華現象，相信因此導致了湖中原生的倫克白鮭（Coregonus renke）在此期間生長發育異常，並使漁獲量減少。此水華現象與「貧營養化」相關聯，而對其他魚類的影响還有特研究。
國際自然保護聯盟於2023年評估表示，本魚為德國南部一小湖之特有種，分布範圍只有59平方公里，占有範圍受此限制，這情況達到了指標B「物種現存範圍小於100平方公里」的極危標準，然而，並沒有逹到指標B其他標準（如持續減少、嚴重碎片化或極端波動）。由於數量統計缺乏，所以排除了指標A、C、D項的評估，也沒有定量分析可應用於指標E。
國際自然保護聯盟評估為「無危物種」，因為雖然本魚的分布範圍和占有面積均有限，也出現了引入的非原生種梅花鱸（G. cernua），但並沒有對本魚造成衝擊。
未來的研究將專注於建立本魚的種群數量觀察、生活史、以及本魚與梅花鱸出現雜交種的可能性，還有本魚物種分類地位的確認。

## 風險管理
本魚予人類無害。